# Igreja Matriz de Belver

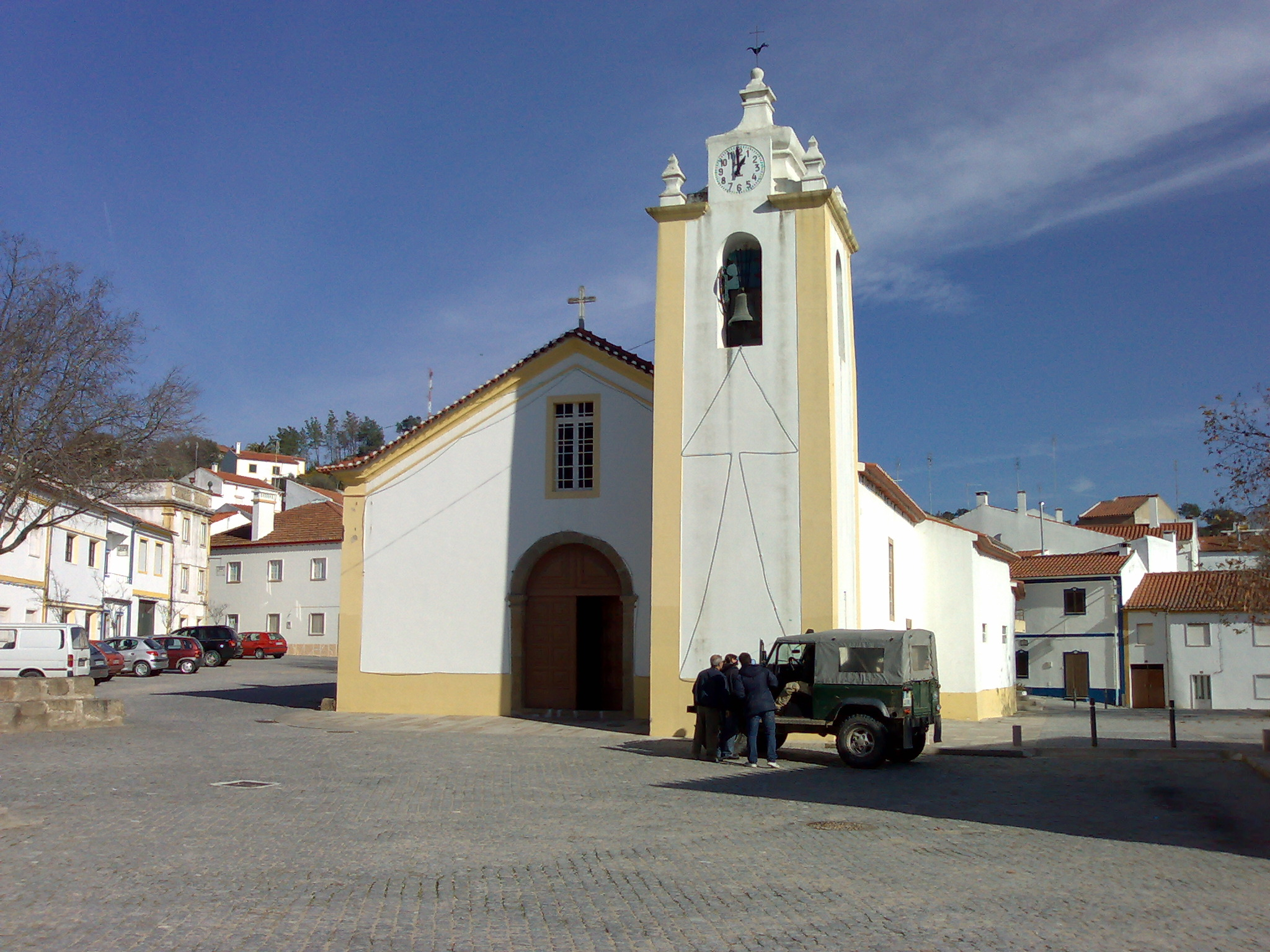
Igreja Matriz de Belver

Igreja Matriz de Belver é uma igreja dedicada a Nossa Senhora da Visitação, existente na vila de Belver, no Município de Gavião, em Portugal. A sua construção data do século XVI, tendo, no entanto, sofrido alterações posteriores.
No seu interior, existe um painel atribuído a Pedro Alexandrino de Carvalho retratando São Miguel no purgatório, no chamado Altar das Almas. No altar-mor, existe uma outra pintura que não se encontra assinada, admitindo-se, contudo, que seja do mesmo autor.